# Поляк, Юрий Владимирович
Юрий Владимирович Поляк (1922—1993) — конструктор систем ракетного обнаружения и систем обнаружения спутников, лауреат Ленинской премии и Государственной премии СССР.
Родился 12 августа 1922 года в Москве.
Отец — Поляк Владимир Юльевич (1898—1984), начальник кафедры Военно-воздушной инженерной академии имени Н. Е. Жуковского, мать — Поляк Раиса Исааковна (1898—1968).
Окончил Московский педагогический институт имени В. И. Ленина (1945).
Работал в Радиотехнической лаборатории Физического института имени П. Н. Лебедева Академии наук СССР (РАЛАН, с 9 августа 1957 года — Радиотехнический институт Академии наук СССР, с 1985 года — Радиотехнический институт имени академика А. Л. Минца), участвовал в создании радиолокационных систем противовоздушной обороны, в том числе от баллистических межконтинентальных ракет.
С 1956 г. начальник отдела № 55.
В 1961 году по предложению А. Л. Минца назначен главным конструктором систем ракетного обнаружения и обнаружения спутников (с сохранением должности начальника отдела).
В 1963 году организовал лабораторию математического (алгоритмического) обеспечения радиолокационных ячеек и командных пунктов.
В 1985 г. по состоянию здоровья сложил с себя обязанности Главного конструктора направления, продолжив работу в качестве ведущего научного сотрудника Радиотехнического института.
Доктор технических наук, профессор.
За создание радиолокационных систем контроля космического пространства и систем противоракетного нападения удостоен Ленинской премии и Государственной премии СССР.
Умер 3 сентября 1993 года после тяжёлой и продолжительной болезни. Похоронен на Востряковском кладбище (уч. 48).